# Carlo Molino
Carlo Molino (Pollena Trocchia, 28 maggio 1959) è un chirurgo e oncologo italiano.
È specialista in chirurgia generale, chirurgia vascolare e chirurgia laparoscopica, professore universitario e direttore del reparto di Chirurgia Generale 1 dell'unità operativa di Chirurgia complessa dei tumori del pancreas e del retto-peritoneo presso la divisione di chirurgia oncologica della A.O.R.N Antonio Cardarelli di Napoli.
È membro di numerose società scientifiche, revisore della rivista Pancreatology ed ha pubblicato numerosi articoli riguardo la chirurgia pancreatica; inoltre è consulente tecnico d'ufficio presso il Tribunale di Napoli.
È stato tra i primi chirurghi in Italia e nel mondo ad utilizzare l'elettroporazione irreversibile (IRE) nel trattamento del carcinoma del pancreas localmente avanzato.

## Biografia

### Gli studi
Nasce nella Provincia di Napoli nel 1959 e dall'età adolescenziale fino ai 21 anni pratica canottaggio a livello agonistico.
La sua vocazione per la medicina, in particolare la chirurgia, lo spinge ad iscriversi presso l'Università degli studi di Napoli Federico II dove consegue la laurea in Medicina e chirurgia con votazione 110 e lode.
Nel 1989 ottiene la specializzazione in chirurgia generale, presso la II Facoltà di Medicina di Napoli; nel 1992 per un periodo si reca in Francia dove consegue la specializzazione in Chirurgia video-laparoscopica applicata alla chirurgia digestiva presso l'Università di Nizza-Sophia Antipolis.

## Attività umanitaria
Nel 2007 Molino costituisce l'associazione First Aid, successivamente denominata Vivere per Amare – Live to Lovedi cui è presidente, e riconosciuta ONLUS nel 2009, avente come scopo primario l’emergenza medica per le popolazioni in difficoltà.

### Tharaka, un ospedale nella foresta
Nel mese di agosto 2001, alla presenza dei Padri della Consolata, viene posta la prima pietra della costruzione dell’ospedale di Matiri nella Provincia di Tharaka, in Kenia, poi completata nel 2003. Successivamente all'ampliamento dell'intera struttura ospedaliera è stato edificato un padiglione di pediatria.
L’iniziativa, sostenuta da vari enti ed associazioni, oltre che da privati cittadini, fu condivisa da Carlo Molino e dai colleghi Bruno Santoro e Giorgio Giaccaglia, e fu resa possibile anche grazie al supporto di Luigi Falco, in quel periodo primario della Divisione di Pediatria dell'Ospedale Civile di Caserta nonché sindaco della città Campana.
Qui Molino ha prestato la propria opera professionale in qualità di chirurgo ripetutamente nel tempo in una tra le regioni più martoriate dell’Africa dove le necessità assistenziali sono molteplici ed incessanti.
Nel 2005 Molino è autore dell’opera editoriale Tharaka, pubblicazione a scopo benefico scritta in collaborazione con i colleghi Santoro e Giaccaglia: un libro-diario in cui racconta il periodo vissuto in Africa, un'esperienza personale in tema di cooperazione internazionale e solidarietà in aiuto per le popolazioni più povere e sofferenti. 

## Attività letteraria
Nel 2008 pubblica libro Anima una raccolta di poesie, la presentazione è firmata dal Prof. Lucio Solli, docente di filosofia della scienza presso la Fondazione Humaniter di Milano.

## Vita privata
È sposato con Patrizia Trapanese (direttore amministrativo presso il Tribunale di Napoli), con la quale ha avuto due figli.

## Pubblicazioni
- Carlo Molino, Bruno Santoro e Giorgio Giaccaglia, Tharaka - un ospedale nella foresta, prefazione di Luigi Falco, Napoli, Giuseppe De Nicola Editore, 2005.
- Carlo Molino, Anima, prefazione di Lucio Solli, Napoli, Alfredo Guida Editore, 2008.